# Pterocheilus denticulatus
Pterocheilus denticulatus är en stekelart som först beskrevs av Henri Saussure 1855.  Pterocheilus denticulatus ingår i släktet palpgetingar, och familjen Eumenidae. Inga underarter finns listade i Catalogue of Life.